# Floßofen

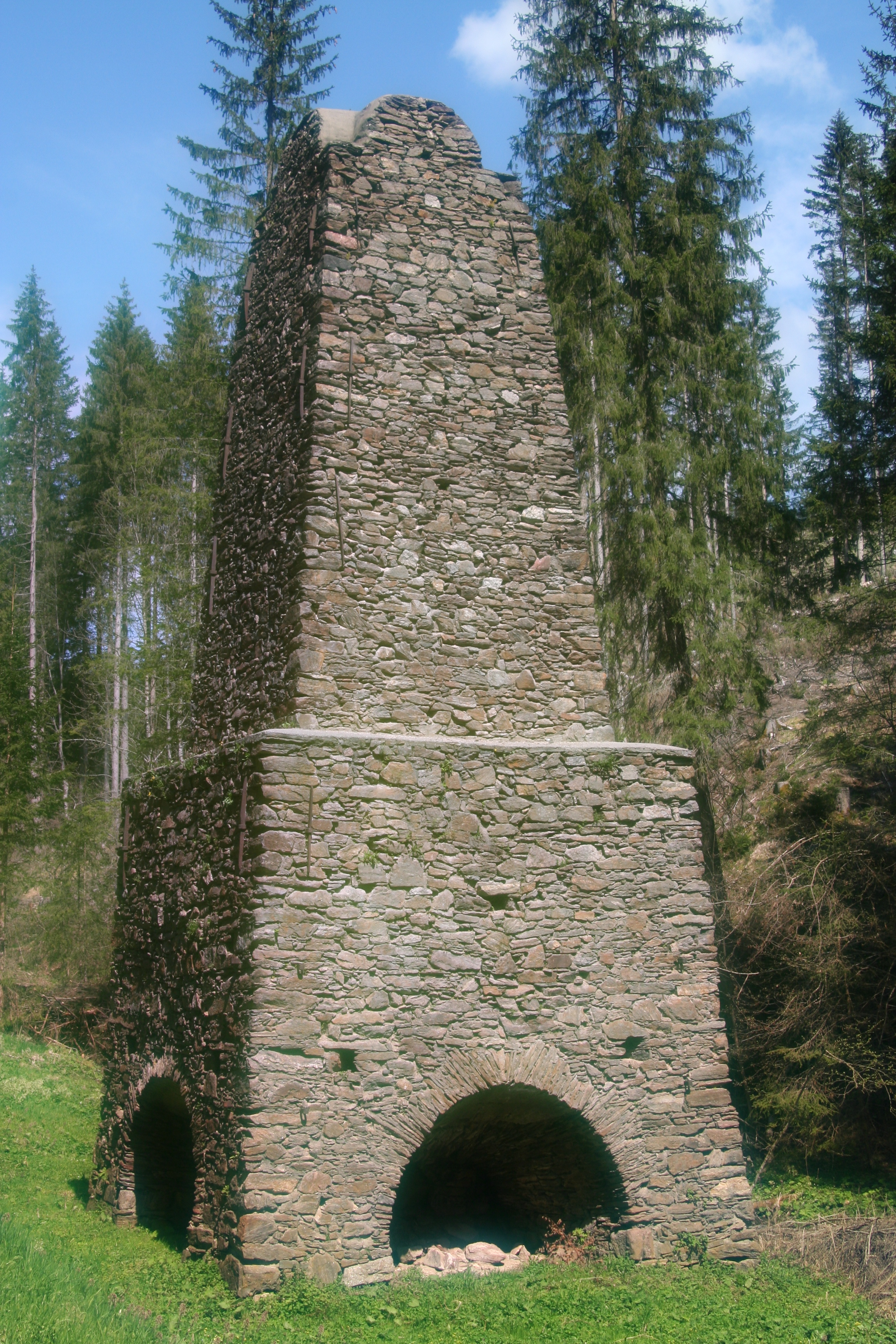
Fuchsfloßofen in Hüttenberg (Kärnten) – 1768 errichtet und bis 1792 in Betrieb

Ein Floßofen ist eine frühe Form des Hochofens, bei dem unter laufender Zugabe von Erz und Brennstoff bereits ein kontinuierliches Schmelzen möglich war.

## Beschreibung
Bei den davor verwendeten Renn- und weiterentwickelten Stücköfen (mit Blasebalg betrieben) war nach jedem Schmelzen ein neues Zustellen und Anblasen des Ofens notwendig. Floßöfen konnten hingegen laufend beschickt werden und waren dadurch produktiver. Allerdings entstand aufgrund der höheren Temperaturen kohlenstoffreiches und damit kaum schmiedbares Roheisen, das nach dem Erstarren aufwendig gefrischt und von Schlacke befreit werden musste.

## Standorte

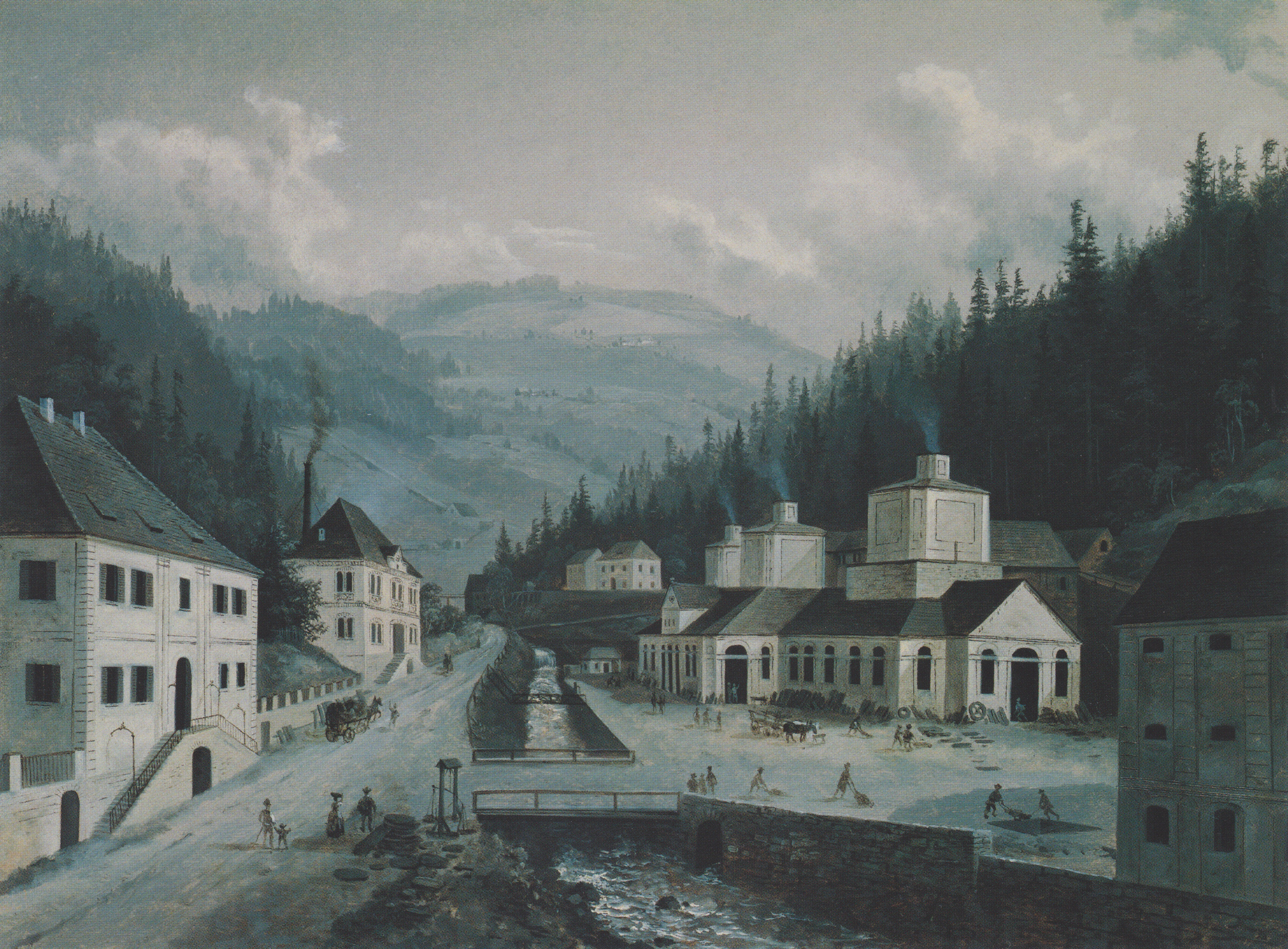
Eisenindustrie im 19. Jahrhundert in Lölling: Übergang von Flöß- zu Hochöfen

Als drei der ältesten Standorte in Österreich werden Guttaring (1578), der Hochofen Hirt und Krems in Kärnten (1541) genannt. Auf einem Privatgrundstück in Edlach in Reichenau an der Rax befindet sich ein ebenfalls denkmalgeschützter Floßofen.